# Parzeplinowate

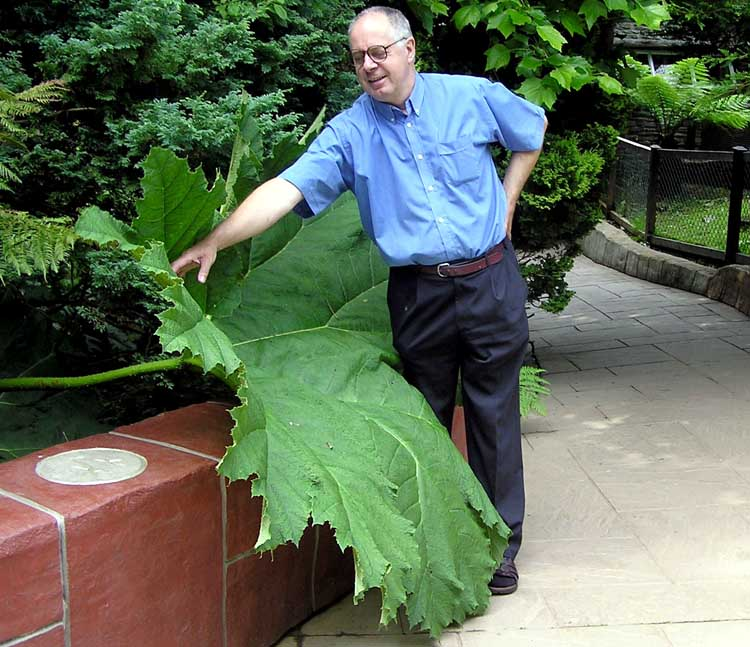
Okazały liść parzeplinu brazylijskiego

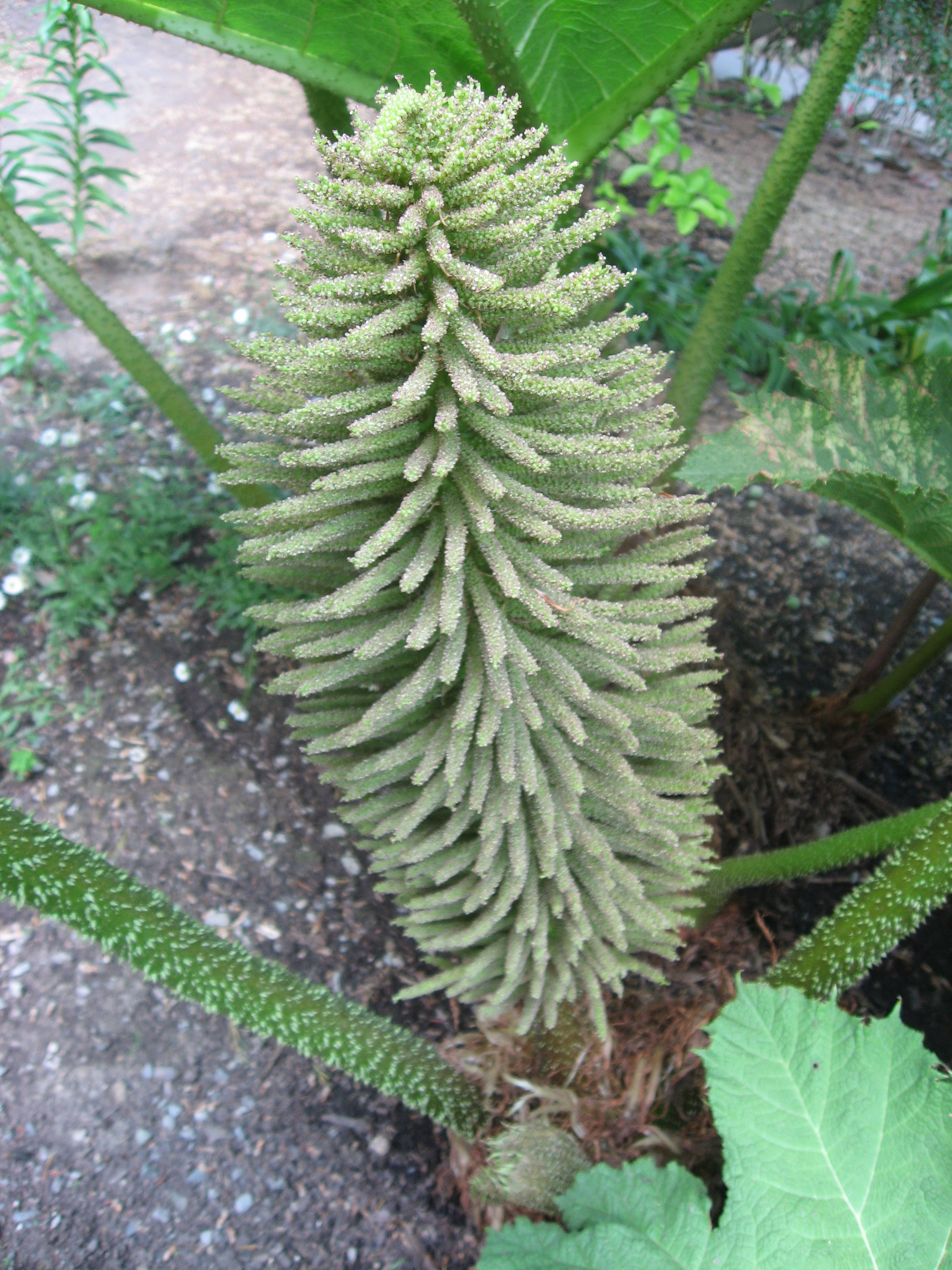
Kwiatostan parzeplinu brazylijskiego

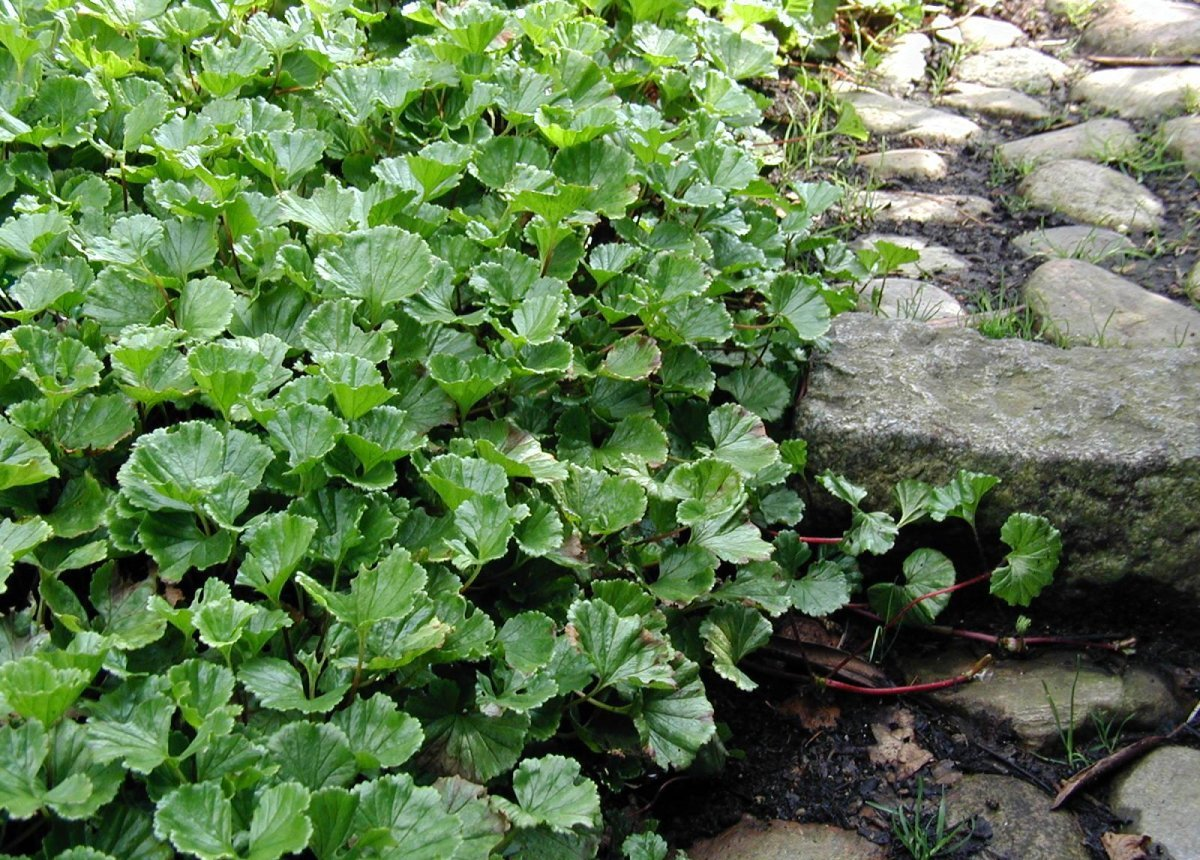
Parzeplin Magellana jako roślina okrywowa

Parzeplinowate (Gunneraceae) – rodzina roślin z rzędu parzeplinowców (Gunnerales). Obejmuje jeden rodzaj – parzeplin, znany też jako gunnera, gunera (Gunnera). Należą do niego 63 gatunki. Są to byliny kłączowe występujące głównie na półkuli południowej w pasie zwrotnikowym (w klimacie umiarkowanie ciepłym) w Ameryce Południowej, Afryce, Nowej Zelandii, Tasmanii i Oceanii. Najdalej na północ spotykane są na Hawajach, w Ameryce Centralnej, w Malezji i Filipinach. Rosną one w wilgotnych lasach oraz nad brzegami wód i na mokradłach. Naukowa nazwa rodzajowa upamiętnia norweskiego botanika i biskupa Johanna Ernsta Gunnerusa.
Rośliny z tego rodzaju uprawiane są jako ozdobne – zwłaszcza gatunki wyróżniające się okazałymi liśćmi lub niskie sadzone jako rośliny okrywowe.

## Morfologia
PokrójRośliny o różnorodnej wielkości – obok okazałych roślin o potężnych liściach, występują również gatunki bardzo drobne. Rosną w kępach, drobniejsze gatunki często wykształcają rozłogi.
LiścieU niektórych gatunków ogromne (jedne z największych niepodzielonych liści wśród roślin), np. u G. manicata osiągają do 2,4 m średnicy i osadzone są na ogonkach długości 1,8 m. U innych gatunków liście są drobne (np. G. albocarpa z Nowej Zelandii ma liście do 2 cm długości). Zazwyczaj wyłącznie odziomkowe. Blaszkę mają okrągłą lub jajowatą, na brzegu nieco klapowaną i ząbkowaną.
KwiatyDrobne, zielone lub żółte, zebrane w kwiatostany będące złożonymi kłosami, u niektórych gatunków (np. G. magnifica) osiągające do ok. 2 m wysokości. Wiatropylne. Okwiat składa się z 2-działkowego kielicha (czasem 3-działkowego lub kielicha brak) i 2-płatkowej korony (czasem 1-płatkowej lub korony brak). Pręcik pojedynczy, czasem 2. Słupek z jednokomorową, dolną zalążnią zbudowaną z dwóch owocolistków z dwoma piórkowatymi znamionami.
OwoceJaskrawo zabarwione, jednonasienne pestkowce. Nasiona z bardzo drobnym zarodkiem otoczonym obfitym bielmem.

## Systematyka

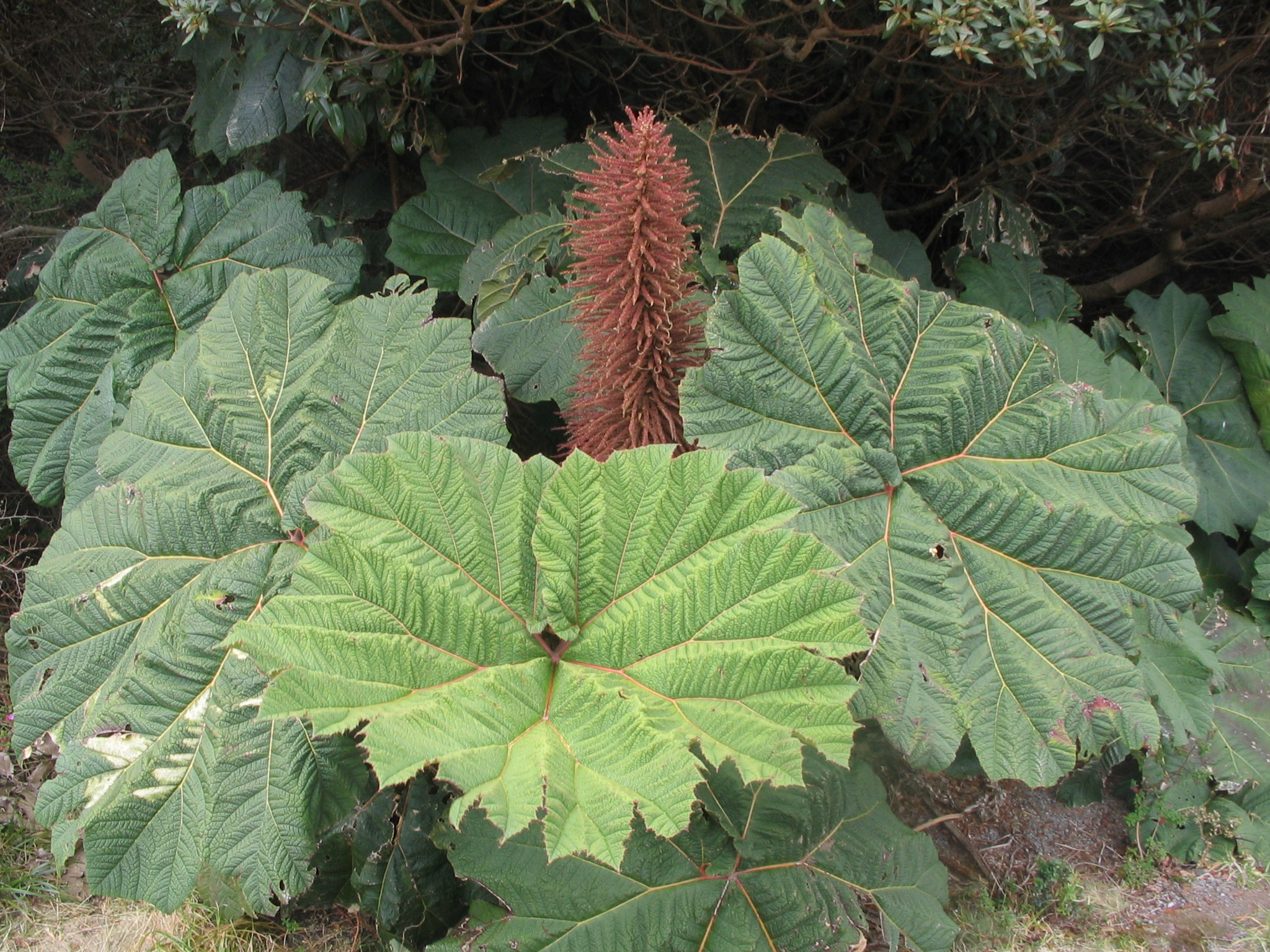
Gunnera insignis

Pozycja systematyczna według APweb (aktualizowany system APG IV z 2016)
Rodzina siostrzana dla Myrothamnaceae w obrębie rzędu parzeplinowców (Gunnerales), stanowiącego jeden ze starszych kladów dwuliściennych właściwych. W systemie APG II (2003) opcjonalne włączano do tej rodziny rodzaj Myrothamnus, w ujęciu systemu APG III wyodrębniany.
Rodzina ujmowana jako takson monotypowy obejmuje rodzaj parzeplin, znany też jako gunnera, gunera (Gunnera L. Syst. Nat. ed. 12. 2: 587, 597. 15-31 Oct 1767). Nazwy synonimiczne to: Dysemone Sol. ex G.Forst., Gunneropsis Oerst., Milligania Hook.f., Misandra Comm. ex Juss., Misandropsis Oerst., Panke Molina, Pankea Oerst., Perpensum Burm.f., Pseudo-gunnera Oerst.
Wykaz gatunków
- Gunnera aequatoriensis L.E.Mora
- Gunnera albocarpa (Kirk) Cockayne
- Gunnera annae Schindl.
- Gunnera antioquensis L.E.Mora
- Gunnera apiculata Schindl.
- Gunnera arenaria Cheeseman ex Kirk
- Gunnera atropurpurea L.E.Mora
- Gunnera berteroi Phil.
- Gunnera bogotana L.E.Mora
- Gunnera bolivari J.F.Macbr.
- Gunnera boliviana Morong
- Gunnera bracteata Steud. ex Benn.
- Gunnera brephogea Linden & André
- Gunnera caucana L.E.Mora
- Gunnera colombiana L.E.Mora
- Gunnera cordifolia (Hook.f.) Hook.f.
- Gunnera cuatrecasasii L.E.Mora
- Gunnera densiflora Hook.f.
- Gunnera dentata Kirk
- Gunnera diazii L.E.Mora
- Gunnera flavida Colenso
- Gunnera garciae-barrigae L.E.Mora
- Gunnera hamiltonii Kirk ex W.S.Ham.
- Gunnera hernandezii L.E.Mora
- Gunnera herteri Osten
- Gunnera insignis (Oerst.) Oerst.
- Gunnera × katherine-wilsoniae L.D.Gómez
- Gunnera kauaiensis Rock
- Gunnera killipiana Lundell
- Gunnera lobata Hook.f.
- Gunnera lozanoi L.E.Mora
- Gunnera macrophylla Blume
- Gunnera magellanica Lam. – parzeplin falklandzki, p. Magellana, gunnera falklandzka
- Gunnera magnifica H.St.John
- Gunnera manicata Linden ex André – parzeplin brazylijski, gunnera olbrzymia, g. brazylijska
- Gunnera margaretae Schindl.
- Gunnera masafuerae Skottsb.
- Gunnera mexicana Brandegee
- Gunnera mixta Kirk
- Gunnera monoica Raoul
- Gunnera morae Wanntorp & Klack.
- Gunnera peltata Phil.
- Gunnera perpensa L.
- Gunnera peruviana J.F.Macbr.
- Gunnera petaloidea Gaudich.
- Gunnera pilosa Kunth
- Gunnera pittieriana V.M.Badillo & Steyerm.
- Gunnera prorepens Hook.f.
- Gunnera quitoensis L.E.Mora
- Gunnera reniformis Ridl.
- Gunnera saint-johnii (L.E.Mora) L.E.Mora
- Gunnera sanctae-marthae L.E.Mora
- Gunnera schindleri L.E.Mora
- Gunnera schultesii L.E.Mora
- Gunnera silvioana L.E.Mora
- Gunnera steyermarkii L.E.Mora
- Gunnera strigosa (Kirk) Colenso
- Gunnera tacueyana L.E.Mora
- Gunnera tajumbina L.E.Mora
- Gunnera talamancana H.Weber & L.E.Mora
- Gunnera tamanensis L.E.Mora
- Gunnera tayrona L.E.Mora
- Gunnera tinctoria (Molina) Mirb. – parzeplin chilijski, gunnera chilijska
- Gunnera venezolana L.E.Mora

## Ekologia
Rośliny z rodzaju parzeplin są jedynymi roślinami okrytonasiennymi żyjącymi w symbiozie z sinicami z rodzaju trzęsidło Nostoc. Sinice te są bakteriami zdolnymi do wiązania azotu atmosferycznego, a żyjąc endosymbiotycznie wewnątrz komórek pędów, przekazują część związków azotowych gospodarzowi.

## Zastosowanie
Gatunki osiągające znaczne rozmiary są z powodu wielkich liści uprawiane jako rośliny ozdobne. Kilka gatunków cenionych jest także ze względu na ozdobne kwiatostany i owoce. Gatunki o mniejszych rozmiarach są uprawiane jako rośliny okrywowe. W Polsce uprawiane są: parzeplin falklandzki, parzeplin Magellana, gunnera falklandzka (Gunnera magellanica), parzeplin brazylijski, gunnera olbrzymia, gunnera brazylijska (Gunnera manicata), parzeplin chilijski, gunnera chilijska (Gunnera tinctoria). Większość uprawianych roślin pod nazwą parzeplin chilijski w istocie stanowi mieszańce tego gatunku i parzeplinu brazylijskiego.
Gunnera macrophylla uprawiana jest razem z roślinami krzyżowymi podnosząc ich plony nawet o 50% dzięki uwalnianiu do gleby związków azotu, powstających dzięki symbiozie z sinicami. G. perpensa wykorzystywana jest jako lecznicza. Młode ogonki liściowe parzeplinu chilijskiego są jadalne po obraniu skórki.

## Uprawa
Szereg gatunków uprawianych jest na obszarach o ciepłym, łagodnym klimacie. W warunkach polskich gatunkiem najbardziej odpornym na warunki atmosferyczne jest niewielki, darniowy parzeplin Magellana. Ze względu na okazałe liście uprawiany jest także parzeplin brazylijski, którego okazy należy jednak dobrze zabezpieczyć na czas zimy. Większość gatunków wymaga podłoża wilgotnego, przewiewnego i żyznego. Mają duże wymagania świetlne ale jednocześnie należy chronić je przed zbyt intensywnym nasłonecznieniem, mogącym poparzyć liście. Gatunki o okazałym listowiu trzeba osłaniać przed wiatrem mogącym poszarpać liście. Rośliny rozmnażane są przez wysiew nasion jesienią lub wiosną, ewentualnie przez podział kłącza wczesną wiosną.